# 高都镇 (泽州县)
高都镇位于晋城市区东北处，是泽州县下辖的一个镇，距市区大约18千米，面积120平方千米，人口约4.1万。原名“垂”，后因夏亡后桀迁居于此，故名高都，从春秋至隋初的1000年内，基本上一直作为了现晋城市范围内的政治、经济、文化中心，是中国历史文化名镇。镇人民政府驻北街村。

## 地理环境
高都镇东与陵川县西河底镇接壤，西南与晋城市城区北石店镇及晋城无烟煤集团毗邻，西北与泽州县巴公镇毗邻，南与泽州县金村镇相连，北与泽州县北义城镇为伴。 全镇东西长15.3公里, 南北宽8公里,全镇总面积120平方公里, 地质环境以山区丘陵为主。最高海拔1076米，最低741米。高都镇地处丹河流域，丹河支流——源泽河由西向东，穿越镇内西部，形成了两大冲积平原，即东西两轩，丹河上游还有总库容8340万方的任庄中型水库。

## 历史沿革
- 高都历史悠久，从境内出土的高都遗址来看，高都在新石器时代就有人类居住，高都原名垂，相传汤伐桀，桀迁于垂，垂即改名为高都，意为高台上的都城，随后一直到唐初，一直是现晋城市范围内的文化、政治、经济文化中心，曾长期置县、置郡、置州。
- 公元前579年，北周撤建州并高都、长平为高平郡，郡域为秦高都县域，郡治高都。
- 隋初，撤高平、安平二郡置“泽州”，州治高都，因高都临古泽水（一说古泽水在今晋城市阳城县境内）故得名，高都县改为丹川县，公元604年泽州刺史张伯英随汉王杨谅反隋，公元607年改泽州为长平郡。
- 唐初，又改长平郡为泽州，州治迁至晋城（今晋城市市区），析丹川县置晋城县（因末代晋君曾迁封于此而得名），后丹川县并入晋城县，至此高都沦落为一个乡镇单位到如今。

## 行政区划
2020年6月，高都镇下辖34个行政村：北街村、南街村、水么头村、北焦庄村、大兴村、焦元村、泊村村、南焦庄村、善获村、大丰头村、保伏村、三沟村、秦庄村、麻峪村、岭后底村、南社村、泊南村、西刘庄村、横岭村、大泉河村、任庄村、西元庆村、东刘庄村、北上矿村、西党庄村、东顿村、下元庆村、漳东村、岭上村、原河村、薛庄村、东元庆村、东山底村、东玉寨村。

## 中国历史文化名镇
- 中国历史文化名镇

## 山西省历史文化名村
- 高都镇岭上村（6）

## 中国传统村落
- 第四批：善获村
- 第五批：岭上村、薛庄村
- 第六批：保福村、南街村

## 文物
- 山西省重点保护文物：高都遗址、高都东岳庙、高都二仙庙。

以下为山西省晋城市泽州县高都镇各级文物保护单位列表。
| 名称                 | 编号                 | 分类                   | 时代                 | 地点                                 | 公布                               | 图片                 |
| 全国重点文物保护单位 | 全国重点文物保护单位 | 全国重点文物保护单位   | 全国重点文物保护单位 | 全国重点文物保护单位                 | 全国重点文物保护单位               | 全国重点文物保护单位 |
| -------------------- | -------------------- | ---------------------- | -------------------- | ------------------------------------ | ---------------------------------- | -------------------- |
| 高都景德寺           | 7-0780               | 古建筑                 | 宋至清               | 高都镇南街村                         |                                    |                      |
| 西顿济渎庙           | 7-0793               | 古建筑                 | 金至清               | 高都镇西顿村东                       |                                    |                      |
| 薛庄玉皇庙           | 7-0829               | 古建筑                 | 元至清               | 高都镇薛庄村西北                     |                                    |                      |
| 山西省文物保护单位   |                      |                        |                      |                                      |                                    |                      |
| 高都遗址             | 1-20                 | 古遗址                 | 新石器至殷商         | 城东北21公里的高都镇保伏村北寨上附近 | 1965年5月24日                      |                      |
| 东岳庙               | 2-95                 | 古建筑及历史纪念建筑物 | 金                   | 高都镇北街村                         | 1986年8月18日                      |                      |
| 高都二仙庙           | 4-69                 | 古建筑                 | 金至清               | 高都镇湖娌村                         | 2004年6月10日                      |                      |
| 大南社土地神祠       | 5-99                 | 古建筑                 | 金、清               | 高都镇大南社村                       | 2016年6月6日                       |                      |
| 高都玉皇庙（城隍庙） | 6-190                | 古建筑                 | 金至明、清           | 高都镇北街村                         | 2021年8月4日省保 2007年1月市保2-15 |                      |
| 晋城市文物保护单位   |                      |                        |                      |                                      |                                    |                      |
| 东刘庄玉皇庙         | 3-64                 | 古建筑                 | 明至清               | 高都镇东刘庄村北                     |                                    |                      |
| 南焦庄玉皇庙         | 3-70                 | 古建筑                 | 清                   | 高都镇南焦庄村东北                   |                                    |                      |
| 高都关帝庙           | 3-71                 | 古建筑                 | 清                   | 高都镇南街村村中                     |                                    |                      |
| 泊南二仙观           | 3-72                 | 古建筑                 | 清                   | 高都镇泊南村东北                     |                                    |                      |
| 保伏万年桥           | 3-97                 | 古建筑                 | 清                   | 高都镇保伏村与南街交界处             |                                    |                      |
| 泽州县文物保护单位   |                      |                        |                      |                                      |                                    |                      |
| 高都三清阁           | 3-7                  | 古建筑                 |                      | 高都镇北街村                         | 2023-05-16                         |                      |
| 保福村关帝庙佛爷阁   | 3-8                  | 古建筑                 |                      | 高都镇保福村                         | 2023-05-16                         |                      |
| 岭上张公祠           | 3-9                  | 古建筑                 |                      | 高都镇岭上村                         | 2023-05-16                         |                      |
| 东山底铁佛寺         | 3-10                 | 古建筑                 |                      | 高都镇东山底村                       | 2023-05-16                         |                      |
| 大丰头观音庙         | 3-11                 | 古建筑                 |                      | 高都镇大丰头村                       | 2023-05-16                         |                      |
| 北上矿张昺庙         | 3-12                 | 古建筑                 |                      | 高都镇北上矿村                       | 2023-05-16                         |                      |